# Basso forno catalano
Il basso forno catalano (o diretto o a riduzione diretta o farga catalana) è un tipo di basso fuoco a catasta usato nell'area mediterranea che va dal Nord-est della Spagna, passando per il sud della Francia, Andorra e l'area ligure, fino ad arrivare alla Corsica e alla Sardegna. 
È un tipo di forno che in epoca preindustriale veniva usato in area per estrarre il ferro direttamente dal minerale. Può essere definito anche basso fuoco catalano-ligure, e presenta la variante del basso forno corso.
Il basso forno catalano è rivestito di argilla  e sulla cima vi è un canale dove vengono gettati minerali e legname per far salire di temperatura. C'è anche un mantice, cioè uno strumento sempre usato per alzare la temperatura: quando arriva ai 1100 °C, il prodotto viene messo in appositi stampi.